# Kiki Classen
Hendrikka Mathea Johanna (Kiki) Classen (Rotterdam, 19 februari 1964) is een Nederlandse actrice en televisiepresentatrice. Ze is de dochter van acteur Edmond Classen.

## Biografie
Na vier keer afgewezen te zijn (twee keer in Arnhem en twee keer in Maastricht), werd Classen toegelaten tot de Toneelacademie Maastricht. In 1987 verliet ze de academie weer voortijdig. 
De carrière van Classen gaat snel in het begin. Ze speelt in het toneelstuk Droom van een Vrouw (samen met o.a. Anne Wil Blankers), de film Troubles in Paradise, is te zien in een reclamespot voor een wasmachine én speelt in de comedyserie Zeg 'ns Aaa. Met de rol van Wiep Lansberg in die serie wordt ze bekend bij het grote publiek. Ze is van 1988 tot 1993 te zien in de serie.
In 2009 maakte RTL4 een remake van Zeg 'ns Aaa, waarin Classen opnieuw te zien is. 
In de jaren ´90 speelde Classen een hoofdrol naast Eric Schneider in het toneelstuk TABU. Verder was ze te zien in Suiker van Hugo Claus dat genomineerd werd voor de Gouden Gids publieksprijs. In de jaren negentig en 2000 was Classen te zien in Dinner Party van Neil Simon en de toneelversie van Zeg 'ns Aaa (deze beide producties werden genomineerd voor de NRC Handelsblad Toneelpublieksprijs) en Happy Hour.
In mei 1990 poseert Kiki Classen naakt voor de Nederlandse editie van de Playboy. Jaren later (in 2014) zegt ze daarover in Veronica Magazine: "Ik heb ooit in Playboy gestaan, en dat was echt niet omdat ik dat nou zo leuk vond. Ze betaalden me zo ontzettend veel geld dat ik het niet kon laten lopen.” Ze zegt dat ze het best nog een keer zou doen als ze er voldoende voor betaald zou krijgen.
In 1990 speelt ze ook de rol van Marion Bowman-Van Tellingen in de controversiële televisieserie Diamant. Deze serie zorgt voor grote opschudding vanwege een getoonde incest-relatie.
Op televisie presenteerde ze Waar vallen vrouwen voor op RTL 5 en, samen met Patricia Brok en Annette Visser, Blond, Blond en Blond op SBS6.
Op filmgebied was Classen te zien in de Franse productie Vincent et moi en Theo van Goghs Au. In 2001 speelde zij de hoofdrol van terroriste in het controversiële Terrorama!, de debuutfilm van Edwin Brienen.
Classen speelde in het seizoen 2006/2007 in de succesvolle musical Wat Zien Ik?!, gebaseerd op de gelijknamige roman van Albert Mol.
Kiki Classen is sinds 2010 getrouwd met Adrianus (Ad) Kastelein . Ze begonnen in april 2017 Café Classen in Arnhem. In 2021 zetten ze het café te koop. Kastelein schreef destijds op Facebook dat het stel naar Spanje verhuist en met pensioen gaat. 

## Rollen
Toneel
- Droom van een vrouw (in vrije productie)
- Scoren (in vrije productie)
- Dubbel zes (geschreven door Dolf de Vries)
- Stennis met Dennis (in vrije productie)
- Suiker (van het Noord Nederlands Toneel)
- Dinner Party (in vrije productie)
- Zeg 'ns Aaa (De Graaf & Cornelissen Producties)
- Happy Hour (in vrije productie)
- Niet voor de Poes (De Graaf & Cornelissen Producties)
- Schone Schijn (3 and a Crowd)
- Bessen (De Graaf & Cornelissen Producties)
- Kinderen geen bezwaar (DommelGraaf & Cornelissen Entertainment)

Musical
- Pietje Bell (De Graaf & Cornelissen Producties)
- Wat Zien Ik?! (De Graaf & Cornelissen Producties)
- Op hoop van zegen[8] (De Graaf & Cornelissen Producties)

Televisie
- Zeg 'ns Aaa (VARA)
- Baantjer (De Cock en de moord op de marktmeester)
- Diamant (televisie) (RTL 4)
- Vrienden voor het leven (RTL 4)
- De Winkel (RTL 4)
- Rozengeur & Wodka Lime (RTL 4)
- Costa (BNN)
- Zeg 'ns Aaa (RTL 4)
- Bagels & Bubbels (Net5)

Film
- Troubles in Paradise
- Vincent et moi
- Au
- Terrorama!
- Sinterklaas en de Verdwenen Pakjesboot
- Arjuna

Presentatie (televisie)
- Waar vallen vrouwen voor (RTL 5) (1995-1996)
- Blond, Blond & Blond (SBS6) (1996)